# Milan Černý
Milan Černý (* 16. března 1988, Praha) je český fotbalový záložník a bývalý mládežnický i seniorský reprezentant, od cervence 2021 působící v týmu FC Slavoj Vyšehrad. Mimo Česko působil na klubové úrovni v Turecku. Jeho vzorem je bývalý český záložník Pavel Nedvěd, oblíbeným klubem stredoceský FK Kosor, za ktery aktualne nastupuje jako domaca legenda. Nastupuje v záloze, kam se přesunul v dorostu z pozice útočníka. Je to ofenzivní fotbalista, kterého pronásledovala častá zranění.
Je ženatý, s manželkou má syny Adama a Davida (* 2016).

## Klubová kariéra
Je odchovancem SK Slavia Praha. V týmu začal svoji kariéru v sedmi letech a prošel všemi mládežnickými kategoriemi v dresu "Sešívaných".

### SK Slavia Praha
Svůj debut v 1. české lize absolvoval 14. května 2005 v zápase proti 1. FK Příbram (výhra 1:0), nastoupil na posledních 19 minut. V době premiéry mu bylo pouze 17 let. V zimě 2008/09 měl odejít na půl roku hostovat do mužstva SK Kladno, ale v přípravě se zranil. Z hostování tak nakonec sešlo a Milan zůstal ve Slavii. Po vleklých zraněních zažil svůj comeback v A-týmu Slavie během dvou čtvrtfinálových zápasů Poháru ČMFS proti moravskému celku FC Tescoma Zlín v dubnu 2009. V sezoně 2008/09 získal se Slavií mistrovský titul. Před začátkem jara 2011 byl na odchodu do ruského týmu FK Rostov, přestup však kvůli zranění ztroskotal. Za Slavii odehrál 53 ligových střetnutí, dal tři branky.

### Sivasspor
V létě 2011 přestoupil zhruba za 30 milionů Kč do tureckého klubu Sivasspor, kde se sešel s krajanem Jakubem Navrátilem. Se Sivassporem uzavřel smlouvu na tři roky. Zde odehrál dva ročníky, zkraje druhého si poranil kotník. Před sezónou 2013/14 se ujal trenérské taktovky bývalý známý brazilský reprezentant Roberto Carlos, který mu oznámil, že s ním nepočítá. Hráč si proto začal shánět nové angažmá. Celkem v dresu Sivassporu nastoupil ke 41 zápasům v lize, ve kterých vsítil tři góly.

### FK Dukla Praha
V průběhu ročníku 2013/14 zamířil zpět do České republiky, ale nezvolil návrat do Slavie, dohodl se na roční smlouvě s pražskou Duklou. Kvůli zranění neodehrál v podzimní části sezony 2013/14 ani jedno utkání. Na jaře 2014 nastoupil k 12 ligovým utkáním, ve kterých se střelecky neprosadil.

### SK Slavia Praha (návrat)
V červenci 2014 se vrátil do Slavie Praha, kde uspěl na testech a podepsal kontrakt do léta 2015. Na jaře 2015 bojoval se Slavií o záchranu v nejvyšší soutěži, která se zdařila. V létě 2015 podepsal novou roční smlouvu. Při svém druhém slávistickém angažmá vstřelil jednu branku ve 31 střetnutích v lize.

### FC Hradec Králové
Před sezonou 2016/17 byl na zkoušce v týmu FC Hradec Králové. Později do mužstva tehdejšího nováčka nejvyšší soutěže přestoupil. S vedením se dohodl na kontraktu na dva roky s následnou opcí.

#### Sezona 2016/17
V dresu Hradce Králové debutoval 31. 7. 2016 v ligovém utkání prvního kola na stadionu v Ďolíčku proti tamním Bohemians Praha 1905 (výhra 3:0), když v 90+1. minutě vystřídal Ladislava Martana.

## Klubové statistiky
Aktuální k 20. červenci 2016
| Sezona  | Klub            | Soutěž         | Zápasy | Góly |
| ------- | --------------- | -------------- | ------ | ---- |
| 2004/05 | SK Slavia Praha | Gambrinus liga | 1      | 0    |
| 2005/06 | SK Slavia Praha | Gambrinus liga | 5      | 0    |
| 2006/07 | SK Slavia Praha | Gambrinus liga | 0      | 0    |
| 2007/08 | SK Slavia Praha | Gambrinus liga | 0      | 0    |
| 2008/09 | SK Slavia Praha | Gambrinus liga | 6      | 1    |
| 2009/10 | SK Slavia Praha | Gambrinus liga | 13     | 0    |
| 2010/11 | SK Slavia Praha | Gambrinus liga | 28     | 2    |
| 2011/12 | Sivasspor       | Süper Lig      | 36     | 3    |
| 2012/13 | Sivasspor       | Süper Lig      | 5      | 0    |
| 2013/14 | Sivasspor       | Süper Lig      | 0      | 0    |
| 2013/14 | FK Dukla Praha  | Gambrinus liga | 12     | 0    |
| 2014/15 | SK Slavia Praha | Synot liga     | 17     | 1    |
| 2015/16 | SK Slavia Praha | Synot liga     | 14     | 0    |

## Reprezentační kariéra

### Mládežnické výběry
Milan Černý nastoupil za mládežnické výběry České republiky od kategorie do 16 let po výběr U21.

#### Mistrovství Evropy hráčů do 21 let 2011
V těžké základní skupině B Mistrovství Evropy hráčů do 21 let v roce 2011 konaném v Dánsku se česká reprezentace střetla postupně s celky Ukrajiny (výhra 2:1), Španělska (prohra 0:2) a Anglie (výhra 2:1), do semifinále postupovaly první dva týmy ze skupin. Milan Černý nastoupil proti Španělsku (šel na hřiště v 71. minutě za stavu 0:2) a proti Anglii (nastoupil v 68. minutě za bezbrankového stavu).
Semifinále 22. června proti Švýcarsku ČR prohrála po prodloužení 0:1 a stejným výsledkem (avšak v normální hrací době) podlehla 25. června v souboji o 3. místo (a o účast na Letních olympijských hrách v Londýně) Bělorusku. Černý hrál v základní sestavě pouze proti Švýcarsku do 112. minuty.

### A-mužstvo
Svými tehdejšími výkony ve Slavii si v létě 2010 vysloužil pozvánku do české seniorské reprezentace. Svůj debut si odbyl pod trenérem Michalem Bílkem v přípravném utkání hraném v Liberci proti reprezentaci Lotyšska (výhra 4:1).
Poté nastoupil v květnu téhož roku při americkém turné do zápasů s USA a Tureckem. Proti Turkům naskočil do zápasu v 63. minutě za stavu 2:0 pro soupeře a v 81. minutě snížil na konečných 2:1.

### Reprezentační góly a zápasy
Góly Milana Černého v A-mužstvu české reprezentace 
| 010                   | 22. 5. 2010 | Red Bull Arena, New Jersey, USA | Turecko | 01:20 (81.) | 1:2 | přátelský zápas |
| Platí k 11. září 2013 |             |                                 |         |             |     |                 |

| Rok    | Zápasy | Góly |
| ------ | ------ | ---- |
| 2009   | 2      | 0    |
| 2010   | 4      | 0    |
| 2011   | 4      | 0    |
| Celkem | 10     | 0    |

| 2010                  | 3 | 1 |
| Celkem                | 3 | 1 |
| Platí k 11. září 2013 |   |   |